# 里卡多·罗查
里卡多·罗伯托·巴雷托·达·罗查（葡萄牙語：Ricardo Roberto Barreto da Rocha，1962年9月11日—），是一名已退役的巴西足球运动员，场上司职中后卫。

## 俱乐部生涯
罗查出生在累西腓。在他的职业生涯中，他效力过多支球队，包括累西腓曼彻特（圣阿马罗竞技），圣十字，瓜拉尼，葡萄牙体育，圣保罗，皇家马德里，桑托斯，瓦斯科达伽马，奥拉里亚竞技，弗鲁米嫩塞，纽韦尔老男孩，和弗拉门戈。1999年，他在快37岁的年龄时宣布退役。
退役后，罗查曾在2001年和2007年担任过圣十字的主教练，但没有像球员那样获得成功。

## 国家队生涯
罗查在8年内为巴西国家队出场了38场比赛。他的首秀是在1987年5月19日巴西1-1战平英格兰国家队的一场热身赛上完成的。他为巴西国家队出战了2届世界杯：1990和1994。
1994年世界杯，罗查渐渐成为了巴西队的主力中卫。然而，他仅仅为这支最终的冠军球队出场了69分钟。一场小组赛2-0击败俄罗斯国家队的胜利中, 罗查伤退，这也使他错过了剩下的比赛。他为国家队出场的最后一场比赛也是一场热身赛。1995年2月22日，在一场巴西5-0大胜斯洛伐克的比赛中，罗查结束了他的国家队生涯。

## 荣誉

### 俱乐部
- 巴西伯南布哥州联赛 冠军：1983
- 巴西圣保罗州联赛冠军：1989、1991
- 巴西足球甲级联赛冠军：1991
- 里约热内卢州联赛冠军：1994
- 西班牙国王杯冠军：1992–93

### 国家队
巴西
- 国际足联世界杯：1994
- 泛美运动会金牌：1987
- 奥运会男足预选赛南美区冠军：1987
- 劳斯杯冠军：1987

### 个人
- 巴西金球奖：1989
- 巴甲最佳阵容：1986、1989、1991、1993